# Absurda
Absurda (ang. Absurda)	– amerykański  film  krótkometrażowy  z 2007 r. w reżyserii Davida Lyncha stworzony z okazji 60-lecia Festiwalu Filmowego w Cannes w ramach projektu Każdy ma swoje kino, wspólnie z 40 innymi reżyserami.